# Cyclosorus mauritianus
Cyclosorus mauritianus là một loài thực vật có mạch trong họ Thelypteridaceae. Loài này được (Fée) Tardieu mô tả khoa học đầu tiên năm 1958.